# Wesołe kolegium
Wesołe kolegium (ang. When Patty Went to College, alternatywny polski tytuł : Patty i Priscilla), powieść dla dziewcząt amerykańskiej pisarki Jean Webster. Wydana po raz pierwszy w 1903 roku, była pierwszym utworem tej autorki. W 1911 roku powstał jej prequel, zatytułowany To właśnie Patty.

## Fabuła
Perypetie młodej dziewczyny i jej koleżanek, studentek ekskluzywnego koledżu dla młodych panien, w Stanach Zjednoczonych przełomu XIX i XX wieku.

## Strony zewnętrzne
- Książka Wesołe kolegium (ang.) na portalu Project Gutenberg